# Javorník (Svitavy)
Javorník è un comune della Repubblica Ceca facente parte del distretto di Svitavy, nella regione di Pardubice.